# キメクル
キメクル(KIMEKURU)とは、日立製作所が運営していた、携帯電話の待ち受けアプリを利用した情報配信サービス。2007年9月28日でサービスを終了した。

## 概要
キメクルとは、携帯電話のアプリを利用して、画像と文章で情報を配信するサービスである。
アプリを待受設定し、あらかじめ配信時刻を設定しておくことで、携帯電話を閉じていても、自動的に情報を取得することができる。
GPSを利用して、現在地周辺の情報を表示するサービス地図クルも同時に提供している。
iモード、ezweb、Yahoo!ケータイの3キャリアに対応していた。

## 経緯
2005年6月30日　iモード、ezwebでサービスを開始する。
2005年8月26日　田中美保の「美保カジ」を、配信開始。(2006年9月30日配信終了)
2005年8月27日　六本木ヒルズにて「キメクルしってる？フェスタ」キャンペーンを実施。
2006年4月24日　「髙島屋キメクルショッピング」を、配信開始。
2006年11月20日　「ハピたび！見聞録」を、配信開始。(2007年2月28日配信終了)
2007年1月17日　Yahoo!ケータイでサービスを開始する。
2007年8月20日　サービス終了を発表。
2007年9月28日　16:00にサービスを終了。　

## 配信されていたコンテンツ
- 「極楽娯楽TABIレシピ」
- 「湯之上知子のプチ英語」(文化工房)
- 「柏レイソル日立台短信」(柏レイソル)
- 「イエローキャブ秦みずほ＆敏腕ネコマネージャー芸能界成り上がり物語！！」(文化工房)
- 「くるまエブリデイ」(二玄社)
- 「総合写真ニュース」(時事通信社)
- 「ニュース写真館」(時事通信社)
- 「おとどけ♪天気」(ウェザーマップ)
- 「ヘルシー天気」(いであ)
- 「MiChao!4コマ漫画アラカルト」(講談社)
- 「MiChao!4コマ漫画セレクション」(講談社)
- 「デイリーレイソル」(柏レイソル)
- 「血液型占い」
- 「名ソムリエの、ワイン＆レストラン」(朝日新聞社)
- 「●原田実の詰碁講座○」

## 対応端末
NTTドコモは、FOMA90xシリーズ(9シリーズ)と、FOMA703i以降の70xシリーズ(7シリーズ)、
auは、CDMA 1X WINシリーズ、
ソフトバンクモバイルは、SoftBank 3Gシリーズ、に対応している。
しかし、一部例外もあり、対応していない端末もある。